# Discografia dei Killing Joke
La discografia dei Killing Joke conta oltre 80 titoli tra album in studio, album live, EP, raccolte e opere audiovisive, pubblicati tra il 1979 e il 2010.

## Album in studio
- 1980 - Killing Joke
- 1981 - What's THIS For...!
- 1982 - Revelations
- 1983 - Fire Dances
- 1985 - Night Time
- 1986 - Brighter than a Thousand Suns
- 1988 - Outside the Gate
- 1990 - Extremities, Dirt & Various Repressed Emotions
- 1994 - Pandemonium
- 1996 - Democracy
- 2003 - Killing Joke
- 2006 - Hosannas from the Basements of Hell
- 2010 - Absolute Dissent
- 2012 - MMXII
- 2015 - Pylon

## Extended play
- 1979 - Turn to Red
- 1979 - Almost Red
- 1982 - Birds of a Feather
- 1995 - Jana Live
- 2010 - In Excelsis

## Singoli
- 1979 - Nervous System
- 1980 - Wardance/Psyche
- 1980 - Requiem/Change
- 1981 - Follow the Leaders/Tension
- 1982 - Empire Song/Brilliant
- 1982 - Chop Chop/Good Samaritan
- 1982 - Birds of a Feather/Sun Goes Down/Flock the B side
- 1983 - Let's All Go/Dominator
- 1983 - Me or You/Wilful Days
- 1984 - Eighties/Eighties Common Mix
- 1984 - A New Day/Dance Day
- 1985 - Love Like Blood/Blue Feather
- 1985 - Kings and Queens/The Madding Crowd
- 1986 - Adorations/Exile
- 1986 - Sanity/Goodbye to the Village
- 1988 - America/Jihad
- 1988 - My Love of This Land/Darkness Before Dawn
- 1991 - Money is Not Our God
- 1992 - Change: The Youth Mixes CD
- 1994 - Exorcism
- 1994 - Millennium
- 1994 - Pandemonium
- 1996 - Democracy
- 1998 - Love Like Blood/Intellect
- 2003 - Loose Cannon
- 2003 - Seeing Red
- 2006 - Hosannas from the Basements of Hell/Afterburner/Universe B
- 2010 - European Super State

## Album dal vivo
- 1982 - Ha!
- 1989 - The Courtauld Talks
- 1995 - BBC In Concert
- 2001 - No Way Out but Forward Go
- 2005 - XXV Gathering: Let Us Prey
- 2008 - The Original Unperverted Pantomime
- 2008 - Live at the Forum
- 2009 - Requiem

## Compilation
- 1990 - An Incomplete Collection 1980-1985
- 1992 - Laugh? I Nearly Bought One!
- 1995 - Wilful Days
- 1996 - Alchemy: The Remixes
- 1998 - Wardance
- 2003 - The Unperverted Pantomime
- 2004 - Chaos for Breakfast
- 2004 - For Beginners
- 2007 - Inside Extremities: Mixes, Rehearsals and Live
- 2007 - Bootleg Vinyl Archive Vol. 1
- 2007 - Bootleg Vinyl Archive Vol. 2
- 2008 - Rmxd
- 2008 - The Peel Sessions 1979 - 1981
- 2008 - Duendes - The Spanish Sessions

## Videografia

### Album video
- 2002 - Rok Dabla/Year of the devil feat. Jaz Coleman
- 2003 - No Way Out But Forward Go!
- 2005 - XXV Gathering: The Band That Preys Together Stays Together
- 2009 - Requiem

### Video musicali
- 1983 - Let's All Go (To the Fire Dances)
- 1984 - Eighties
- 1984 - A New Day
- 1985 - Love Like Blood (di Peter Care)
- 1985 - Kings and Queens
- 1986 - Adorations
- 1986 - Sanity
- 1988 - America (di Ralph Ziman)
- 1991 - Money Is Not Our God (di Eric Zimmerman)
- 1994 - Exorcism
- 2006 - Hosannas from the Basament of Hell